# Dasysphinx torquata
Dasysphinx torquata là một loài bướm đêm thuộc phân họ Arctiinae, họ Erebidae.